# Oblężenie Budziszyna (1029)
Oblężenie Budziszyna – miało miejsce w 1029. W odwecie za złupienie Saksonii przez Mieszka II (1028) cesarz Konrad II wyprawił się w 1029 roku na Polskę i obległ Budziszyn. Wyprawa niemiecka okazała się nieudana – polska załoga mimo dużych strat utrzymała gród, a wojsko cesarskie zawróciło.